# Ike Hilliard
Isaac Jason Hilliard (Patterson, 5 aprile 1976) è un ex giocatore di football americano statunitense che ha militato nel ruolo di wide receiver nella National Football League.

## Biografia
Dal 2014 è l'allenatore dei ricevitori dei Washington Redskins.
Dopo avere giocato al college a football a Florida dove fu premiato come All-American, Hilliard fu scelto come settimo assoluto nel Draft NFL 1997 dai New York Giants, dove giocò fino al 2001. Vi giocò fino alla stagione 2004. Divenuto titolare a partire dal 1998, nel 2000 raggiunse il Super Bowl XXXV, perso contro i Baltimore Ravens. Nel 2005 firmò coi Tampa Bay Buccaneers, dove per due stagioni fu il terzo o quarto ricevitore delle gerarchie della squadra, mentre nel 2007 partì dieci volte come titolare, ricevendo 722 yard. Fu svincolato dopo la stagione 2008.

## Palmarès
- National Football Conference Championship: 1

New York Giants: 2000

## Statistiche
| Partite             | 161   |
| Partite da titolare | 105   |
| Ricezioni           | 546   |
| Yard ricevute       | 6.397 |
| Touchdown           | 35    |